# 北野武郎
北野 武郎（きたの たけろう、2004年5月14日 - ）は、日本のプロボクサー。神奈川県大磯町出身。大橋ボクシングジム所属。第5代日本ミニマム級ユース王者。

## 来歴
父は元日本フライ級1位の北野良、叔父は日本ライトフライ級王者北野隼。
平塚工科高校卒業。
2023年4月26日のプロデビュー戦は4回判定勝ち。同年東軍ミニマム級新人王として、西軍代表坂田一颯を相手に4回ドロー（38-38×3）だったが優勢点のため全日本新人王獲得はならなかった。
翌2024年9月25日、後楽園ホールで王者宮澤蓮斗と日本ユースミニマム級タイトルマッチを行い、8回2-0（77-75×2、76-76）の判定勝ちで日本ユース王座獲得。

## 戦績
- アマ戦績7戦7勝
- プロ戦績8戦7勝(3KO)1分

## 獲得タイトル
- 2023年度東日本ミニマム級新人王
- 第5代日本ミニマム級ユース王座（防衛0）